# Миончинский, Афанасий
Афанасий Миончинский (пол. Atanazy Miączyński; 1639—1723) — государственный и военный деятель Речи Посполитой, ловчий великий коронный (с 1684 года), подскарбий надворный коронный (1689—1713), воеводы волынский (1713—1723), кшепицкий (1677), староста лосицкий, каменнопольский и луцкий (1681), граф Священной Римской империи (1683).

## Биография
Представитель мазовецкого дворянского рода Миончинских герба «Сухекомнаты». Старший сын каштеляна черниговского Петра Миончинского (ок. 1597 — ок. 1661) и Регины Цеклинской. Род Миончинских происходил из Мазовии, где им принадлежало местечко Мёнчин. Петр Миончинский, отец Атаназия, переселился из Мазовии в Волынское воеводство, где приобрел имение Мацеев.
Атаназий Миончинский вместе с братьями Станиславом и Анджеем воспитывался своими матерью и бабкой. Его отец Пётр Минчинский, подчаший черниговский и полковник Острожской ординации, был другом воеводы белзского и русского Якуба Собеского. Молодой Атаназий был знаком с будущим польским королём Яном Собеским. Близкое знакомство с семьей Собеских сыграло в будущем важную роль для Миончинских.
11 ноября 1673 года Атаназий Миончинский участвовал в разгроме турецкой армией в битве под Хотином, где командовал надворной татарской хоругвью и получил лёгкое ранение. За свои заслуги в битве получил поздравление от германского императора Леопольда I Габсбурга. Стал первым дворянином и постельничим. В 1675 году во главе конного отряда (2500 чел.) разгромил крымского нурэддина, в 1676 году получил чин полковника.
В сентябре-октябре 1676 года Атаназий Миончинский стал командиром панцирной хоругви и участвовал в битве с турецко-татарской армией под Журавно. 20 февраля 1677 года получил во владение староство кшепицкое, которое в 1711 году уступил своему сыну Петру Миончинскому. 2 апреля 1681 года король Ян Собеский пожаловал Атаназию Миончинскому староство лосицкое, которое позднее последний уступил своему другому сыну Антонию. В 1681 году получил во владение луцкое староство.
В сентябре 1683 года Атаназий Миончинский участвовал в знаменитой Венской битве. Он командовал полком, состоящим из трех хоругвей (во главе двух хоругвей стояли его братья Анджей и Станислав) и драгунского отряда. Во время сражения кавалеристы из полка Атаназия Миончинского захватили платку верховного визиря Кара-Мустафы. Он руководил польской армией во время преследования разбитой турецкой армии, отступавшей от Вены. В октябре участвовал в битве под Парканами. В награду германский император Леопольд I пожаловал ему и его потомкам титул графа Священной Римской империи.
17 июня 1684 года Атаназий Миончинский получил должность ловчего великого коронного. Участник двух военных кампаний гетмана великого коронного Станислава Яна Яблоновского в Буковину (1685, 1691) и в двух кампаниях польского короля Яна Собеского против Молдавии (1686, 1691). В 1689 году король Речи Посполитой Ян III Собеский назначил Атаназия Миончинского подскарбием надворным коронным.
В 1695 году участвовал в битве с татарами под Львовом. Вместе с Александром Яном, сыном гетмана Станислава Яна Яблоновского, командовал 6-тысячным польским войском в сражении против 60-тысячной турецкой армии. Во время битвы Атаназий Миончинский спас сына гетмана. Поляки одержали полную победу над турками, которые, несмотря на своё численное превосходство, потерял убитыми около 12 тысяч человек. В 1706 году 67-летний Атаназий Миончинский участвовал в битве со шведами под Клишовом.
После смерти короля Речи Посполитой Яна Собеского Атаназий Миончинский в 1697 году на элекционном сейме поддержал избрание саксонского курфюрста Августа Сильного на польский королевский престол. За заслуги новый король выделил ему пожизненную пенсию в размере 6 тысяч польских злотых. В 1713 году Атаназий Миончинский получил должность воеводы волынского и отказался от звания подскарбия надворного коронного в пользу своего зятя Франтишека Оссолинского, который позднее стал сторонником Станислава Лещинского.
Неоднократно избирался послом на сейм, пользовался симпатией польских королей Яна Собеского и Августа Сильного.
В апреле 1723 года Атаназий Миончинский скончался и был похоронен в своем имении Мацеев на Волыни. Оставил после себя большое наследство (426 сел и 22 города), благодаря которому род Миончинских стал одной из самых известных семей в Речи Посполитой.

## Семья
Около 1670 года женился на Елене Лущковской герба «Корчак». Дети:
- Пётр Михаил Миончинский (1695—1776), староста кшепицкий, каштелян хелмский (1724), воевода черниговский (1737—1776)
- Антоний Миончинский (1691—1774), воевода подляшский (1771—1774)
- Казимир Миончинский, полковник литовских войск
- Катаржина Миончинская (ум. 1729), жена подскарбия великого коронного Франтишека Максимилиана Оссолинского (1676—1756)
- Эльжбета Миончинская (ум. 1737), жена Юзефа Сераковского
- Юзеф Миончинский (ум. ок. 1723), каноник варшавский